# Suardi (Italia)
Suardi (Al Burg in dialetto lomellino) è un comune italiano di 577 abitanti della provincia di Pavia in Lombardia. Si trova nella Lomellina meridionale, nella pianura alluvionale presso la riva sinistra del Po.

## Storia
Fino al 1863 il comune di Suardi si chiamava Borgofranco; ancora nel XVIII secolo era un grosso centro, costruito nel medioevo in base a un piano prestabilito: un grande rettangolo, con strade ortogonali, cinto da un fossato, di dimensioni quasi cittadine. Borgofranco sorse su iniziativa del comune di Pavia come Borgo Franco (da cui il toponimo) tra il 1192 ed il 1205. Con la fondazione del nuovo borgo, il comune di Pavia intendeva così controllare uno strategico guado del Po e contrastare la giurisdizione del vescovo di Pavia sull'importante centro di Bassignana. Tuttavia Borgofranco fu più volte minacciato e devastato dalle acque del Po, tanto che fu più volte ricostruito. Borgofranco fu definitivamente abbandonato nel 1808. Il paese fu quindi ricostruito, con pianta non ordinata, attorno all'antico monastero di Santa Maria delle Grazie, non lontano dalla frazione Santa Maria di Suardi (dal nome di una famiglia bergamasca proprietaria nel luogo), da cui il comune trasse il nuovo nome.
Il Toponimo "Suardi" peraltro deriva dal nome di un'antica popolazione "guerriera": gli Swardesi, cioè "i portatori di spada", la "w", pronunciata come "vu" divenne in seguito trasformata in "u" per assonanza da cui il nome della Famiglia prima e attualmente del comune e dei suoi abitanti: "suardesi".
Borgofranco sorse come avamposto di Bassignana a nord del Po: era detto infatti anche Borgo di Bassignana; quest'ultima infatti, pur posta a sud del Po, apparteneva politicamente alla Lomellina (fino al 1713). Di Bassignana seguì prevalentemente le sorti.
Nel 1436 fu infeudato a Inigo D'Avalos, ma nel 1456 fu concesso ad Andreotto Del Maino, di Pavia, restando ai suoi discendenti fino alla fine del feudalesimo (1797). Nel 1806 a Borgofranco furono temporaneamente uniti i soppressi comuni di San Martino La Mandria e Abbazia di Acqualunga, che poi furono invece aggregati rispettivamente a Gambarana e a Frascarolo.

### Simboli
Lo stemma e il gonfalone del comune sono stati concessi con decreto del presidente della Repubblica del 28 maggio 2010.
Il gonfalone è un drappo partito di bianco e di rosso.

## Società

### Evoluzione demografica
Abitanti censiti

## Sport
La squadra di calcio milita per il primo anno in Eccellenza Lombardia, apice della sua storia.